# Campionati mondiali di tiro 1933
I campionati mondiali di tiro 1933 furono la ventinovesima edizione dei campionati mondiali di questo sport e si disputarono a Granada. La nazione più medagliata fu la Svezia.

## Risultati

### Uomini

#### Carabina
| Evento                     | Oro                                                                                    | Oro       | Argento                                                                                | Argento   | Bronzo                                                                                 | Bronzo    |
| Evento                     | Atleta                                                                                 | Risultato | Atleta                                                                                 | Risultato | Atleta                                                                                 | Risultato |
| 50m a terra                | Henry Longhurst                                                                        | 396       | Bertil Rönnmark                                                                        | 395       | F. Morse                                                                               | 393       |
| 50m a terra a squadre      | Svezia Gustaf Andersson Olle Ericsson Karl Larsson Bertil Rönnmark Ivar Wester         | 1935      | Finlandia Kullervo Leskinen Viljo Leskinen Viktor Miinalainen Einari Oksa Osmo Rantala | 1921      | Gran Bretagna French Foster G. Langdon Henry Longhurst F. Morse                        | 1919      |
| 50m in ginocchio           | Osmo Rantala                                                                           | 372       | Kullervo Leskinen                                                                      | 372       | Charles Coquelin de Lisle                                                              | 372       |
| 50m in ginocchio a squadre | Finlandia Kullervo Leskinen Viljo Leskinen Sven Lindgren Einari Oksa Osmo Rantala      | 1827      | Svezia Gustaf Andersson Olle Ericsson Nils Persson Bertil Rönnmark Ivar Wester         | 1800      | Francia Charles Coquelin de Lisle Raymond Durand Marcel Fitoussi Lucien Génot Leveugle | 1794      |
| 50m in piedi               | Charles Coquelin de Lisle                                                              | 361       | Marcel Fitoussi                                                                        | 361       | Kullervo Leskinen                                                                      | 360       |
| 50m in piedi a squadre     | Finlandia Viljo Leskinen Viktor Miinalainen Einari Oksa Kullervo Leskinen Osmo Rantala | 1749      | Francia Charles Coquelin de Lisle Marcel Fitoussi Gleton Lucien Génot Leveugle         | 1717      | Svezia Gustaf Andersson Nils Persson Olle Ericsson Tage Eriksson Bertil Rönnmark       | 1694      |
| 300m 3 posizioni           | Fernand Demierre                                                                       | 1094      | Karl Zimmermann                                                                        | 1094      | Einari Oksa                                                                            | 1093      |
| 300m a terra               | Einari Oksa                                                                            | 388       | Kullervo Leskinen                                                                      | 383       | Bertil Rönnmark                                                                        | 381       |
| 300m in ginocchio          | Bertil Rönnmark                                                                        | 381       | Fernand Demierre                                                                       | 377       | Karl Zimmermann                                                                        | 370       |
| 300m in piedi              | Karl Zimmermann                                                                        | 354       | Olle Ericsson                                                                          | 350       | Josias Hartmann                                                                        | 347       |
| 300m 3 posizioni a squadre | Svizzera Josias Hartmann Fernand Demierre Jakob Reich Ernst Tellenbach Karl Zimmermann | 5412      | Finlandia Kullervo Leskinen Sven Lindgren Einari Oksa Viktor Miinalainen Osmo Rantala  | 5356      | Svezia Gustaf Andersson Nils Persson Olle Ericsson Tage Eriksson Bertil Rönnmark       | 5306      |

#### Carabina militare
| Evento            | Oro                   | Oro       | Argento             | Argento   | Bronzo            | Bronzo    |
| Evento            | Atleta                | Risultato | Atleta              | Risultato | Atleta            | Risultato |
| 300m 3 posizioni  | Bertil Rönnmark       | 453       | José de Linos       | 450       | Karl Zimmermann   | 448       |
| 300m a terra      | Nils Persson          | 171       | Karl-August Larsson | 165       | Josias Hartmann   | 164       |
| 300m in ginocchio | Eugenio de las Heras  | 162       | Cristóbal Tauler    | 158       | Ángel Ballesteros | 157       |
| 300m in piedi     | Juan Rodríguez Somoza | 150       | Marcel Fitoussi     | 149       | José de Linos     | 147       |

#### Pistola
| Evento        | Oro                                                                                   | Oro       | Argento                                                             | Argento   | Bronzo                                                                       | Bronzo    |
| Evento        | Atleta                                                                                | Risultato | Atleta                                                              | Risultato | Atleta                                                                       | Risultato |
| 50m           | Torsten Ullman                                                                        | 541       | Charles des Jamonières                                              | 530       | Severin Crivelli                                                             | 529       |
| 50m a squadre | Svizzera Ernst Andres Florian Bullo Ernst Flückiger Severin Crivelli Wilhelm Schnyder | 2587      | Francia Marcel Bonin André des Jamonnieres M. Brion René Koch Neveu | 2568      | Spagna Botllan José Bento Lopez José Esquena Garcia Martinez Cipriani Romero | 2526      |

#### Pistola a fuoco rapido
| Evento | Oro                    | Oro       | Argento          | Argento   | Bronzo      | Bronzo    |
| Evento | Atleta                 | Risultato | Atleta           | Risultato | Atleta      | Risultato |
| 25m    | Charles des Jamonières | 18        | Cristóbal Tauler | 18        | Luis Calvet | 18        |

## Medagliere
Nazione ospitante
| Posiz. | Nazione       | Oro | Argento | Bronzo | Totale |
| ------ | ------------- | --- | ------- | ------ | ------ |
| 1      | Svezia        | 5   | 4       | 3      | 12     |
| 2      | Finlandia     | 4   | 4       | 2      | 10     |
| 3      | Svizzera      | 4   | 2       | 5      | 11     |
| 4      | Francia       | 2   | 5       | 2      | 9      |
| 5      | Spagna        | 2   | 3       | 4      | 9      |
| 6      | Gran Bretagna | 1   | 0       | 2      | 3      |